# Ikrjanojei járás

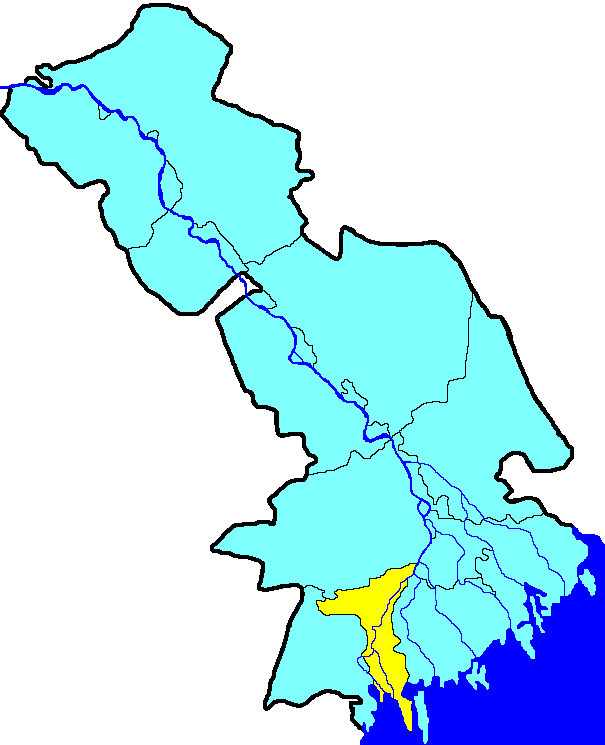
Az Ikrjanojei járás az Asztraháni területen

Az Ikrjanojei járás (oroszul Икрянинский муниципальный район) Oroszország egyik járása az Asztraháni területen. Székhelye Ikrjanoje.

## Népesség
- 1989-ben 49 421 lakosa volt.
- 2002-ben 48 418 lakosa volt.
- 2010-ben 47 759 lakosa volt, melyből 37 208 orosz, 5 376 kazah, 1 156 tatár, 806 cigány, 495 kalmük, 194 ukrán, 132 azeri, 108 örmény, 94 csecsen, 88 avar, 53 üzbég, 41 dargin, 36 fehérorosz, 34 dargin, 34 lezg, 31 oszét, 28 német, 24 grúz, 24 lak, 12 kumik, 12 moldáv, 11 mordvin, 11 nogaj, 11 tadzsik, 10 komi stb.